# Linda Hambäck
Linda Hambäck, née le 10 novembre 1974 à Séoul, est une auteure, réalisatrice et productrice suédoise.

## Biographie

### Jeunesses
Originaire de la Corée du Sud, Linda Hambäck obtient un diplôme au Conservatoire d’arts dramatiques de Stockholm en 1998. Elle commence ensuite à travailler pour le cinéma et la télévision. En 2004, Linda Hambäck se spécialise dans le film d’animation, et rejoint le studio d’animation suédois, FilmTecknarna.

### Cinéma
En tant que productrice, Linda Hambäck obtient de nombreux succès critique, et notamment la partie animée du documentaire Sugar Man réalisé par Malik Bendjelloul, et récompensé de l’Oscar du Meilleur film documentaire en 2013.En qualité de réalisatrice, elle signe notamment les longs métrages Paddy, la petite souris (2017),, ou Ma mère est un gorille (et alors ?), récompensé du Michel Award for Best Children’s and Youth Film lors du Festival du film de Hambourg en 2021,,.

## Filmographie

### Réalisatrice
- 2013 : Fighting Spirit
- 2014 : Tänk om... de Linda Hambäck et Marika Heidebäck (court métrage)
- 2016 : Bajsfilmen - Dolores och Gunellens värld
- 2017 : Paddy, la petite souris
- 2020 : Ma mère est un gorille (et alors?)

### Productrice
- 2000 : I väntan på bruden de Marcus Olsson (court métrage)
- 2008 : Lögner de Jonas Odell (court documentaire)
- 2010 : Tussilago de Jonas Odell (court métrage)
- 2010 : Qui voilà ? de Jessica Laurén
- 2014 : Coucou nous voilà de de Jessica Laurén (court métrage)
- 2017 : Paddy, la petite souris de Linda Hambäck
- 2020 : Ma mère est un gorille (et alors?) de Linda Hambäck

## Distinctions
- 2021 : Michel Award for Best Children’s and Youth Film pour Ma mère est un gorille (et alors?), Festival du film de Hambourg